# Yasemin Anagöz
Yasemin Ecem Anagöz, née le 14 octobre 1998 à Izmir en Turquie, est une archère turque.

## Biographie
Née à Izmir en 1998, elle commence le tir à l'arc à l'âge de neuf ans. Elle est aujourd'hui lycéenne et représente la Turquie à l'international depuis les Jeux olympiques de la jeunesse d'été de 2014. Elle prend part aux Jeux olympiques d'été de 2016.
Elle est médaillée de bronze par équipe aux Jeux méditerranéens de 2018.
Elle est médaillée d'or par équipe et par équipe mixte aux Jeux méditerranéens de 2022.